# ガルニーガ・テルメ
ガルニーガ・テルメ（イタリア語: Garniga Terme）は、イタリア共和国トレンティーノ＝アルト・アディジェ州トレント自治県にある、人口約400人の基礎自治体（コムーネ）。

## 地理

### 位置・広がり

#### 隣接コムーネ
隣接するコムーネは以下の通り。
- アルデーノ
- チモーネ
- トレント

## 行政

### 分離集落
ガルニーガ・テルメには、以下の分離集落（フラツィオーネ）がある。
- Cà di Sopra, Cà di Sotto, Garniga Vecchia, Cires, Gatter, Lago, Piazza, Valle, Zobbio